# تششمه مورينه (مقاطعة غيلانغرب)
تششمه‌مورينه (بالفارسية: چشمه‌مورینه) هي قرية تقع في كرمانشاه في إيران. يقدر عدد سكانها بـ 159 نسمة .